# Én, a kém
Az Én, a kém (eredeti cím: I Spy, stilizálva: I-SPY) 2002-ben bemutatott amerikai filmvígjáték, amelyet Betty Thomas rendezett. A főszerepben Owen Wilson és Eddie Murphy látható. A film az ugyanilyen című hatvanas évekbeli televíziós sorozaton alapul. 
A film általánosságban negatív véleményeket kapott a kritikusoktól.

## Rövid összefoglaló
A történet középpontjában egy kém és egy bokszoló áll, akik összefogva megpróbálnak egy fegyverkereskedőt időben megállítani, mielőtt egy lopott bombázót a legmagasabb árért eladna.

## Szereplők
| Szerep                          | Színész          | Magyar hang          |
| ------------------------------- | ---------------- | -------------------- |
| Kelly Robinson                  | Eddie Murphy     | Dörner György        |
| Alex Scott különleges ügynök    | Owen Wilson      | Széles László        |
| Rachel Wright különleges ügynök | Famke Janssen    | Fehér Anna           |
| Arnold Gundars                  | Malcolm McDowell | Szersén Gyula        |
| Carlos ügynök                   | Gary Cole        | Rosta Sándor         |
| Mack McIntyre                   | Bill Mondy       | Csík Csaba Krisztián |
| Jerry                           | Phill Lewis      | Schneider Zoltán     |
| Edna                            | Lynda Boyd       | Orosz Anna           |
| Zhu Tam                         | Dana Lee         | Botár Endre          |
| T.J.                            | Viv Leacock      | Csőre Gábor          |
| Cedric Mills                    | Darren Shahlavi  | Breyer Zoltán        |
| önmaga                          | Demszky Gábor    | –                    |
| biztonsági őr                   | Rékasi Károly    | –                    |

## Bevétel
A film 70 millió dollárból készült, világszerte pedig 60,3 millió dolláros bevételt hozott. Ez volt Murphy harmadik filmje, amelyik pénzügyi bukásnak számított: az első kettő a Showtime és a Pluto Nash kalandjai volt.

## Fogadtatás
A film negatív kritikákat kapott. A Rotten Tomatoes oldalán 16%-ot ért el 134 kritika alapján, és 4.1 pontot szerzett a tízből. A Metacritic oldalán 35 pontot szerzett a maximális százból, 31 kritika alapján. A CinemaScore oldalán átlagos minősítést kapott.
Roger Ebert két csillagot adott a filmre a négyből.
A filmet három Arany Málna díjra jelölték.